# آلباتروس سی. ۴
آلباتروس سی. ۴ (به انگلیسی: Albatros_C.IV) یک هواگرد از نوع هواگرد شناسایی ساخت شرکت Albatros در آلمان است. هواگرد آلباتروس سی. ۴ نخستین پروازش را در ۱۹۱۶ میلادی انجام داد. در مجموع، تعداد ۱ فروند از این هواگرد ساخته شده‌است.